# Rio di Santa Maria Maggiore
Pour les articles homonymes, voir Sainte-Marie-Majeure et Santa Maria Maggiore (homonymie).
Ne doit pas être confondu avec Rio delle Procuratie (Venise).

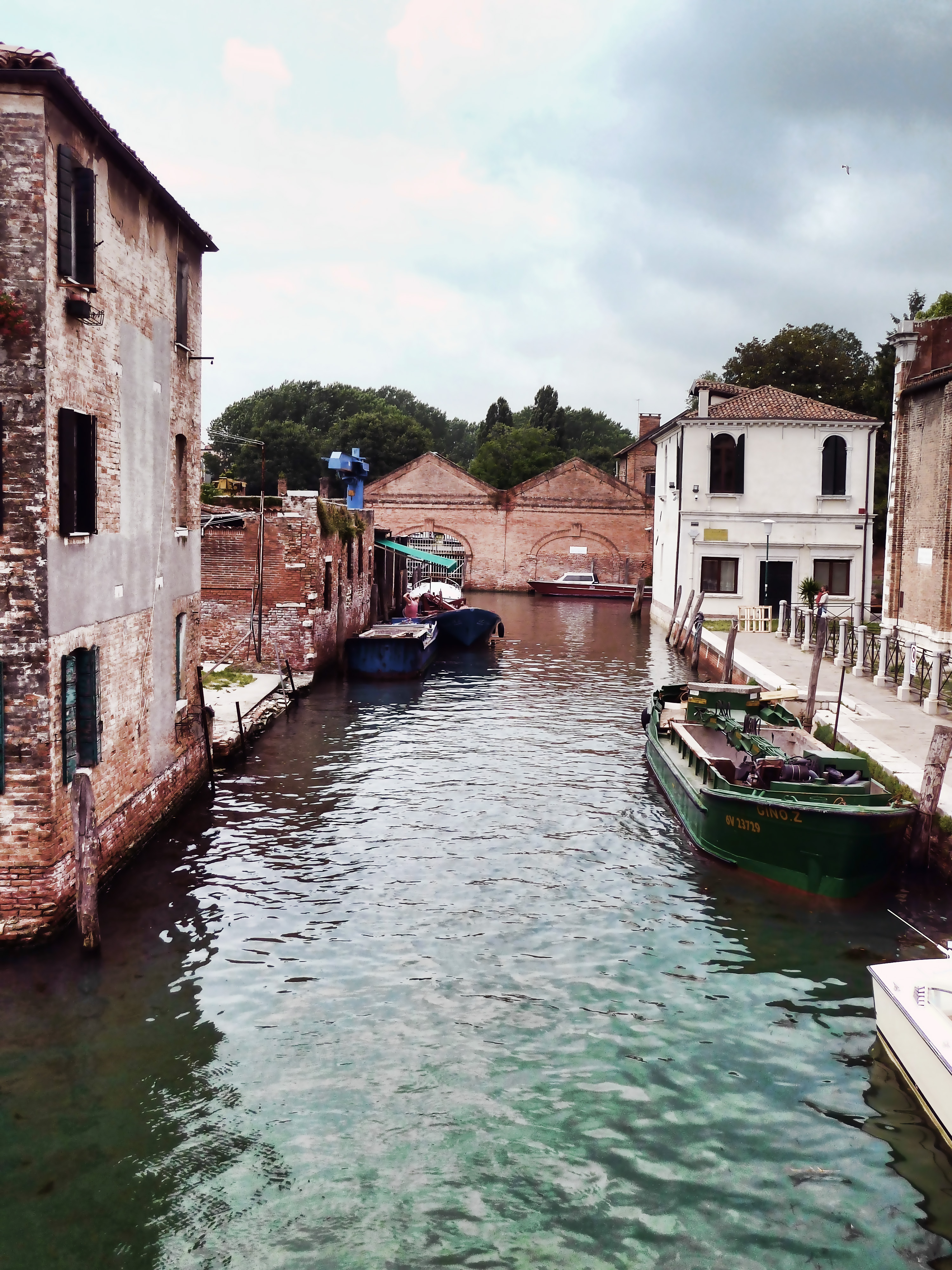
Vue Est-Ouest, devant l'église Santa Maria Maggiore.

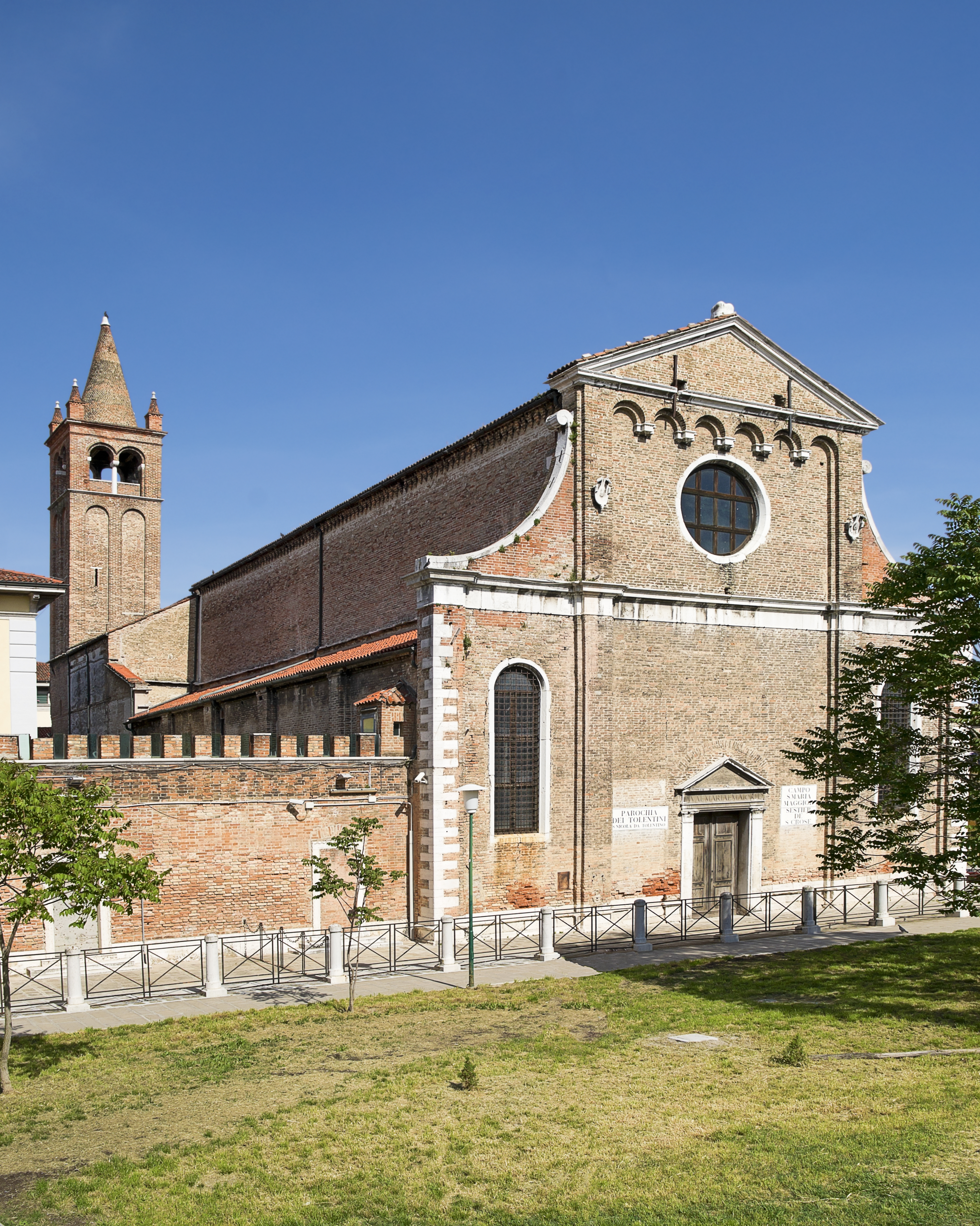
L'église déconsacrée Santa Maria Maggiore.

Le rio di Santa Maria Maggiore (en vénitien rio de S.M. Maggior, en français canal de Sainte-Marie-Majeure) est un canal de Venise formant la limite entre les sestieres de Dorsoduro et de Santa Croce. Il est aussi appelé rio de le Procuratie.

## Description
Le rio de Santa Maria Maggior a une longueur d'environ 320 mètres. Il raccorde le rio di Santa Marta vers l'est au rio dei Tre Ponti.

## Origine
Le nom provient de l'ancienne église Santa Maria Maggiore (it), qu'il longe.

## Situation
Ce rio longe :
- le fondamenta de le Procuratie sur son flanc sud ;
- le fondamenta de Ca'Rizzi sur son flanc nord.

## Ponts
Ce rio est traversé par plusieurs ponts (d'ouest en est) :

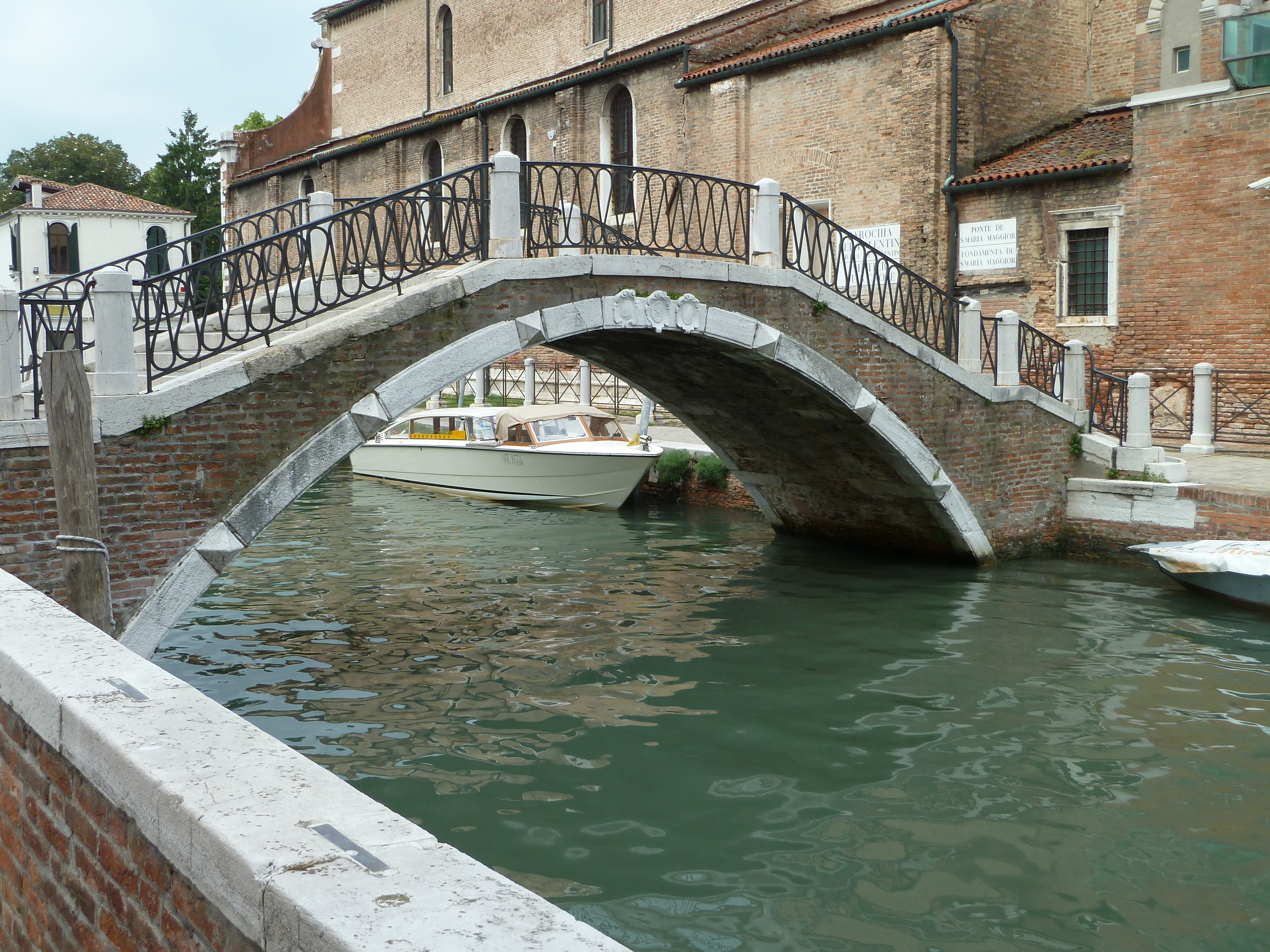
Ponte Santa Maria Maggior reliant l'église au Fondamenta de la Madona
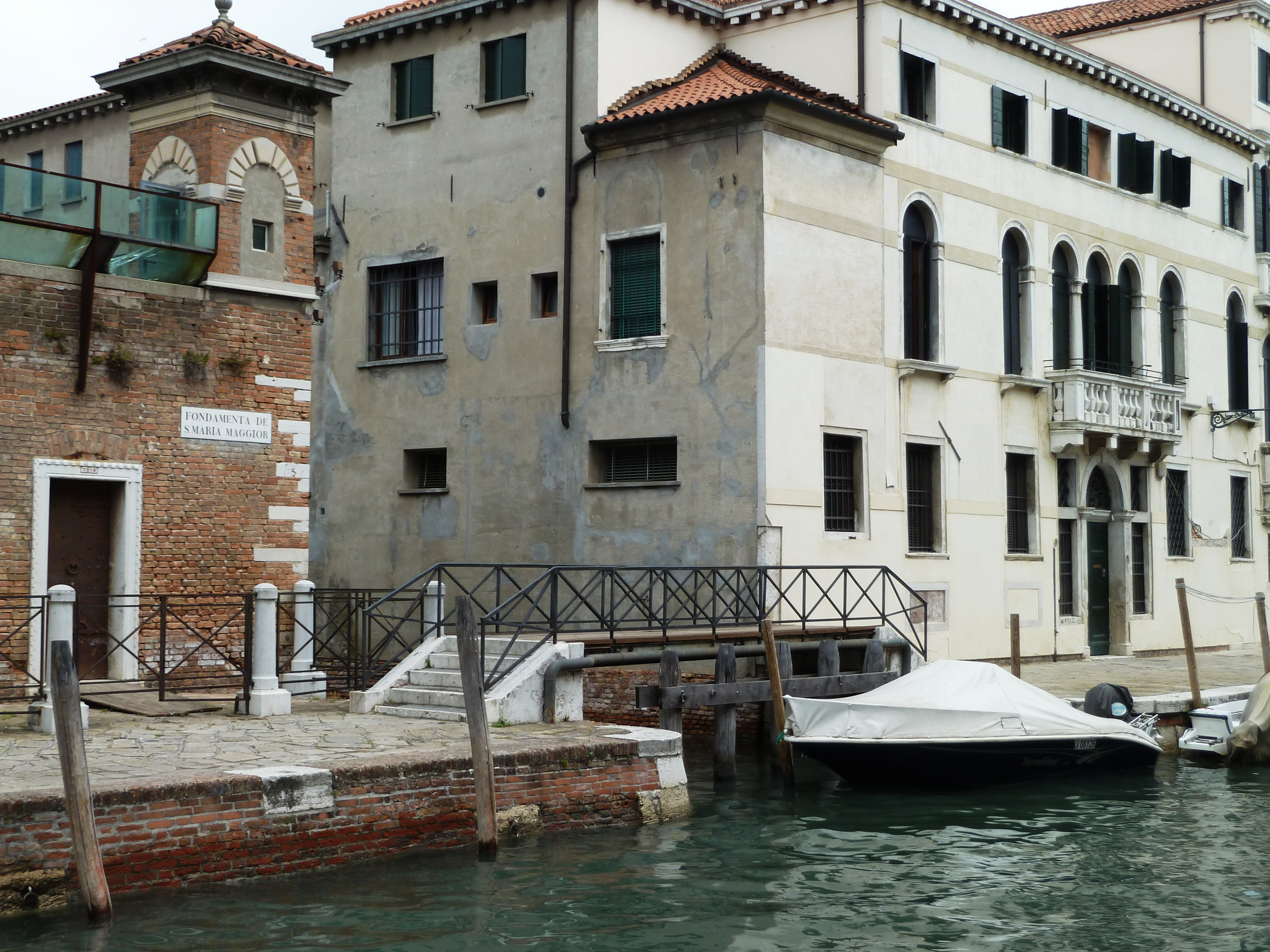
Ponte de Ca' Rizzi secondo, longeant le rio
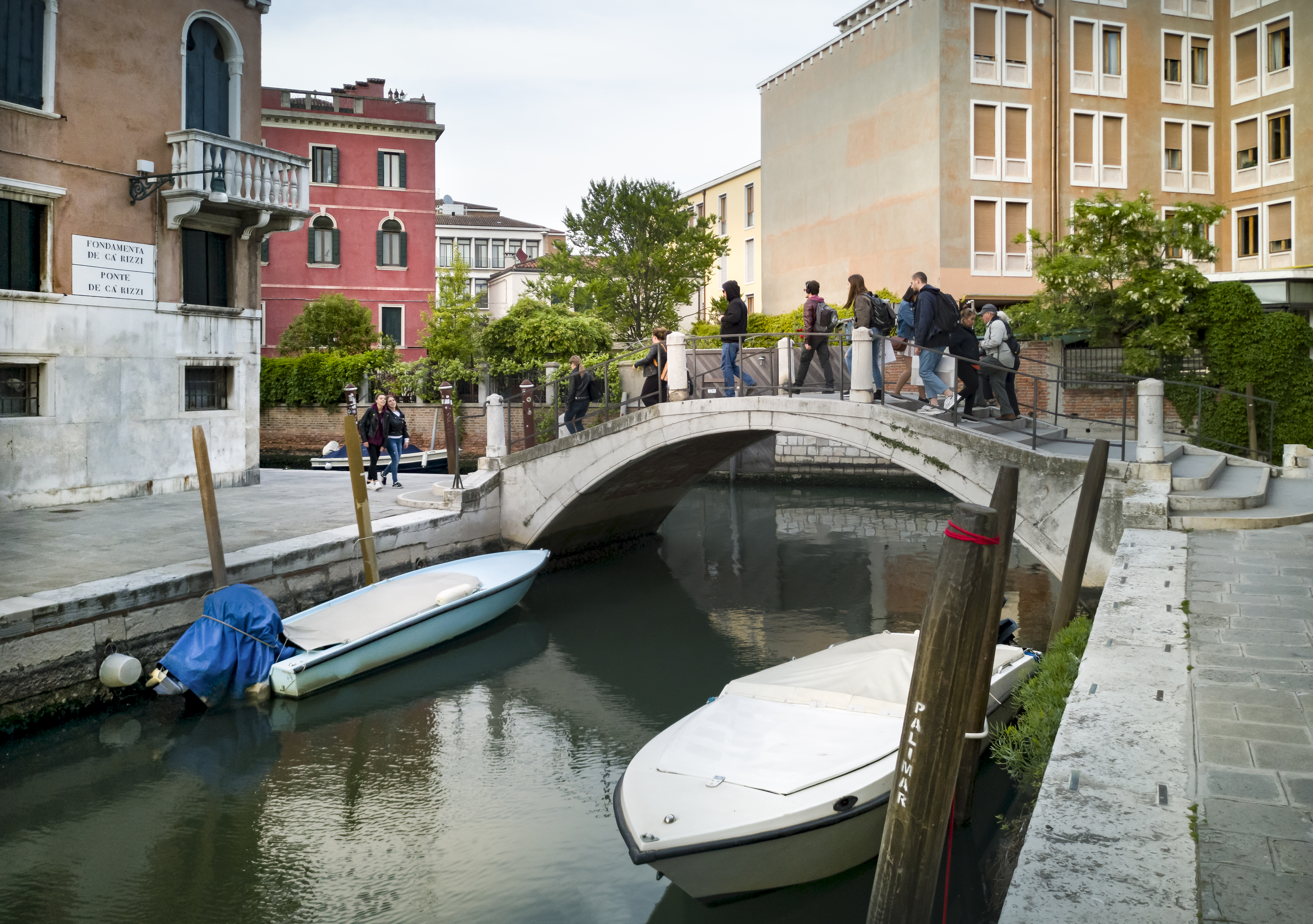
Ponte de Ca' Rizzi reliant le Fondamenta Cazziola au fondamenta S. Marco